# Stegodyphus tingelin
Stegodyphus tingelin är en spindelart som beskrevs av Kraus 1989. Stegodyphus tingelin ingår i släktet Stegodyphus och familjen sammetsspindlar.
Artens utbredningsområde är Kamerun. Inga underarter finns listade i Catalogue of Life.